# الحاج مامادو ساليو كامارا
الحاج مامادو ساليو كامارا (بالفرنسية: Elhadj Mamadou Saliou Camara) هو مفتي عام غينيا وأعلى عالم دين في البلاد.
وهو الإمام الرئيسي لمسجد فيصل. إنه خطيب وقارئ و مربي مسلم في غينيا. ولد في غينيا السفلى وهو حاليا إمام لمسجد فيصل. ينتمي إلى مجتمع سوسو.
في 27 يناير 2015 ، قال عن وباء الإيبولا في غرب أفريقيا أنه «لا يوجد شيء في القرآن ينص على أنه يجب غسل أحبائك المتوفين أو تقبيلهم أو حملهم» ، ودعا المواطنين للقيام بالمزيد من أجل وقف الفيروس عن طريق ممارسة طقوس دفن أكثر أمانا ودون المساومة على التقاليد.